# يان فانغ
يان فانغ (بالصينية: 阎芳) هي لاعبة كرة لينة صينية، ولدت في 26 يوليو 1969 في الصين.

## وصلات خارجية
- يان فانغ على موقع اللجنة الأولمبية الدولية (الإنجليزية)
- يان فانغ على موقع أوليمبيديا (الإنجليزية)